# Batalla naval de Malta
La Batalla naval de Malta fue una de las ocurridas durante la Guerra de Sicilia.

## Antecedentes
Clemente IV, preocupado por los avances gibelinos buscó ayuda en Carlos I de Anjou, el hermano pequeño de su aliado Luis IX de Francia, a quien concedió el reino de Sicilia a cambio de expulsar a Manfredo de Sicilia de los feudos papales del sur Italia. Las tropas de Carlos de Anjou entraron en la isla y Manfredo murió en la batalla de Benevento, mientras Carlos era coronado rey de Sicilia en Roma en 1266. Bajo Carlos de Anjou, y su sucesor  Carlos II, el norte se privilegió frente al sur e incluso la capital se trasladó de Palermo a Nápoles.
En 1282 el influyente noble siciliano Juan de Procida, que había sido médico del rey Manfredo, organizó la revuelta general contra los angevinos que estalló el 30 de marzo de 1282 conocida como vísperas sicilianas. Los franceses de la isla fueron asesinados y los rebeldes proclamaron el gobierno de la Iglesia, pero con la negativa de Martín IV, Carlos de Anjou desembarcó en la isla y sitió Mesina para intentar avanzar al centro del isla más tarde, mientras una delegación de los rebeldes fue en busca de Pedro III de Aragón al norte de África y le ofrecieron la corona del Reino de Sicilia, ya que estaba casado con Constanza II de Sicilia, hija de Manfredo. Pedro desembarcó en Trapani el 29 de agosto cuando la ciudad estaba a punto de rendirse y entró en Palermo al día siguiente, levantando el sitio de Mesina. Carlos de Valois volvió a Nápoles el 26 de septiembre de 1282. La escuadra  angevina fue derrotada en el combate de Nicòtena por el grupo de Pedro de Queralt i de Anglesola, perdiendo los franceses veintidós dos galeras y cuatro mil hombres, y el control sobre el Estrecho de Mesina.
Gualtiero di Caltagirone, contrario tanto al dominio aragonés como al angevino y defensor de una república tutelada por la iglesia,  se rebeló en el castillo de Butera, donde fue hecho prisionero por Alaimo di Lentini, fue condenado a muerte y decapitado en presencia de Pedro III de Aragón, el 22 de mayo de 1283, hecho que marcó el dominio de la Corona de Aragón sobre Sicilia. El enfrentamiento de Pedro el III con el papa, que lo excomulgó, provocó la cruzada contra la Corona de Aragón, y la coronación de Carlos de Valois como rey de la Corona de Aragón.

## La batalla

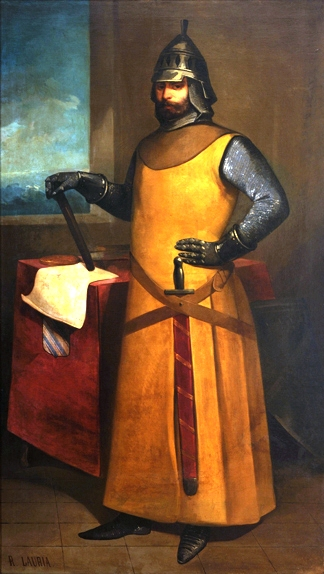
Ilustración del almirante Aragonés, Roger de Lauria.

Roger de Lauria supo que las galeras angevinas de Carlos II de Anjou comandadas por los almirantes provenzales Guillermo Cornut y Bartolomé Bonví pretendían socorrer la Ciudadella de Malta asediada por los aragoneses comandados por Manfred Llança, hermano de Conrad Llança, y fue a su encuentro con galeras tripuladas por sicilianos y ballesteros,  catalanes, encontrándose en el puerto el 7 de junio de 1283, envió un mensaje pidiendo la rendición. Al día siguiente al amanecer combatieron en las aguas del puerto, y a mediodía, el almirante Guillermo Cornut,  viendo su derrota, se decidió a embestir la nave capitana de Roger de Lauria, abordándola por la proa y muriendo en los combates en cubierta.
La muerte de Cornut significó la victoria aragonesa, la captura de diez galeras, y la rendición de las islas de Gozo, Malta y Lipari, mientras el grupo volvía a Sicilia evitando un desembarco angevino en la isla.